# Caloplaca tornoënsis
Caloplaca tornoënsis är en lavart som beskrevs av Hugo Magnusson. Caloplaca tornoënsis ingår i släktet orangelavar och familjen Teloschistaceae.  Arten är reproducerande i Sverige. Inga underarter finns listade i Catalogue of Life.